# Monumento a Leopoldo Alas "Clarín"
El monumento a Leopoldo Alas "Clarín", ubicado en el Campo de San Francisco, en la ciudad de Oviedo, Principado de Asturias, España, es una de las más de un centenar de esculturas urbanas que adornan las calles de la mencionada ciudad española.
El paisaje urbano de esta ciudad se ve adornado por obras escultóricas, generalmente monumentos conmemorativos dedicados a personajes de especial relevancia en un primer momento, y más puramente artísticas desde finales del siglo XX.
La escultura, hecha en piedra, es obra de Víctor Hevia y Manuel Álvarez Laviada, y está datada en 1931. El monumento es un conjunto levantado en memoria del literato español, autor de “La Regenta”, promovido por el Ayuntamiento y la Universidad de Oviedo. El diseño del conjunto es de Manuel Álvarez Laviada, quien ideó una pequeña plaza con una fuente que rodearía la pieza principal, en la parte trasera aparece esculpida una figura femenina con poca ropa, mientras que en la parte delantera se colocaría el busto de Leopoldo Alas, obra este último de Víctor Hevia.
Durante la Guerra civil española el conjunto sufrió daños, cosa que hizo necesario que en 1955 Víctor Hevia entregara un nuevo busto y más tarde, en 1967 el taller de Belarmino Cabal llevara a  cabo la restauración total del  resto del monumento,  produciéndose la sustitución de  la figura esculpida por Álvarez Laviada por una inscripción: "CLARIN / * - XXV - IV - MDCCCLII / + XIII - VI - MCMI".